# Голубянка дамон
Голубянка дамон (лат. Polyommatus (Agrodiaetus) damon) — дневная бабочка семейства голубянок.

## Этимология названия
Дамон — пифагореец из Сиракуз, история взаимоотношений которого с Финтием послужила сюжетом ряда поэтических произведений.

## Описание
Размах крыльев 25—33 мм. Крылья самца на верхней стороне ярко-голубого цвета с чернеющими к вершинам крыльев жилками. Окраска верхней стороны крыльев самки — однотонная бурая, иногда с размытым рисунком по наружному краю либо с четкими лунчатыми оранжевыми пятнами.
Нижняя сторона крыльев желтовато-серая с небольшим напылением чешуек лазурного цвета в прикорневой области.
Черные пятна на нижней стороне переднего крыла некрупные, на заднем — очень мелкие. 3аднее крыло от корня пересекает белая полоска, расширяющаяся к внешнему краю крыла.

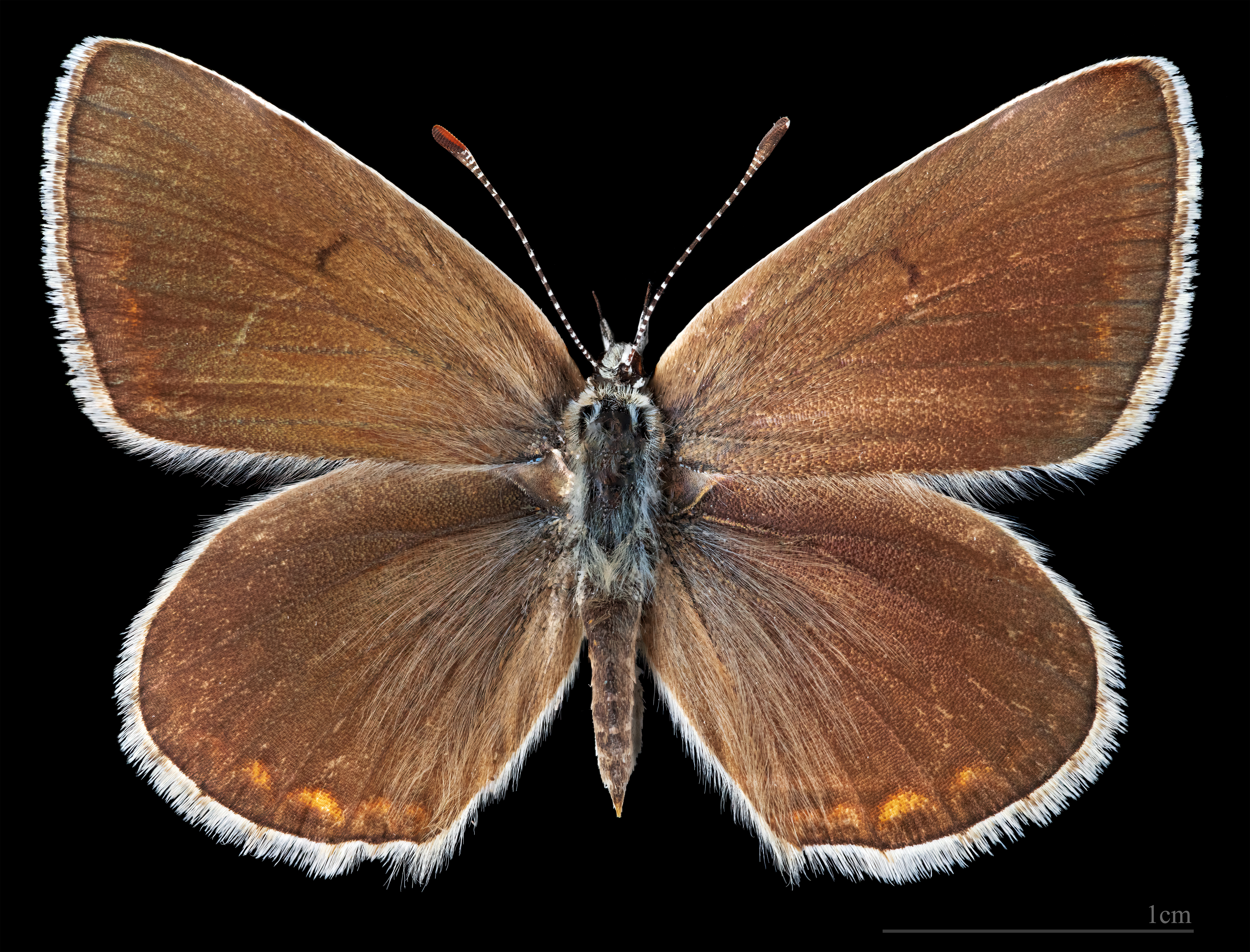
Polyommatus d. damone  ♀
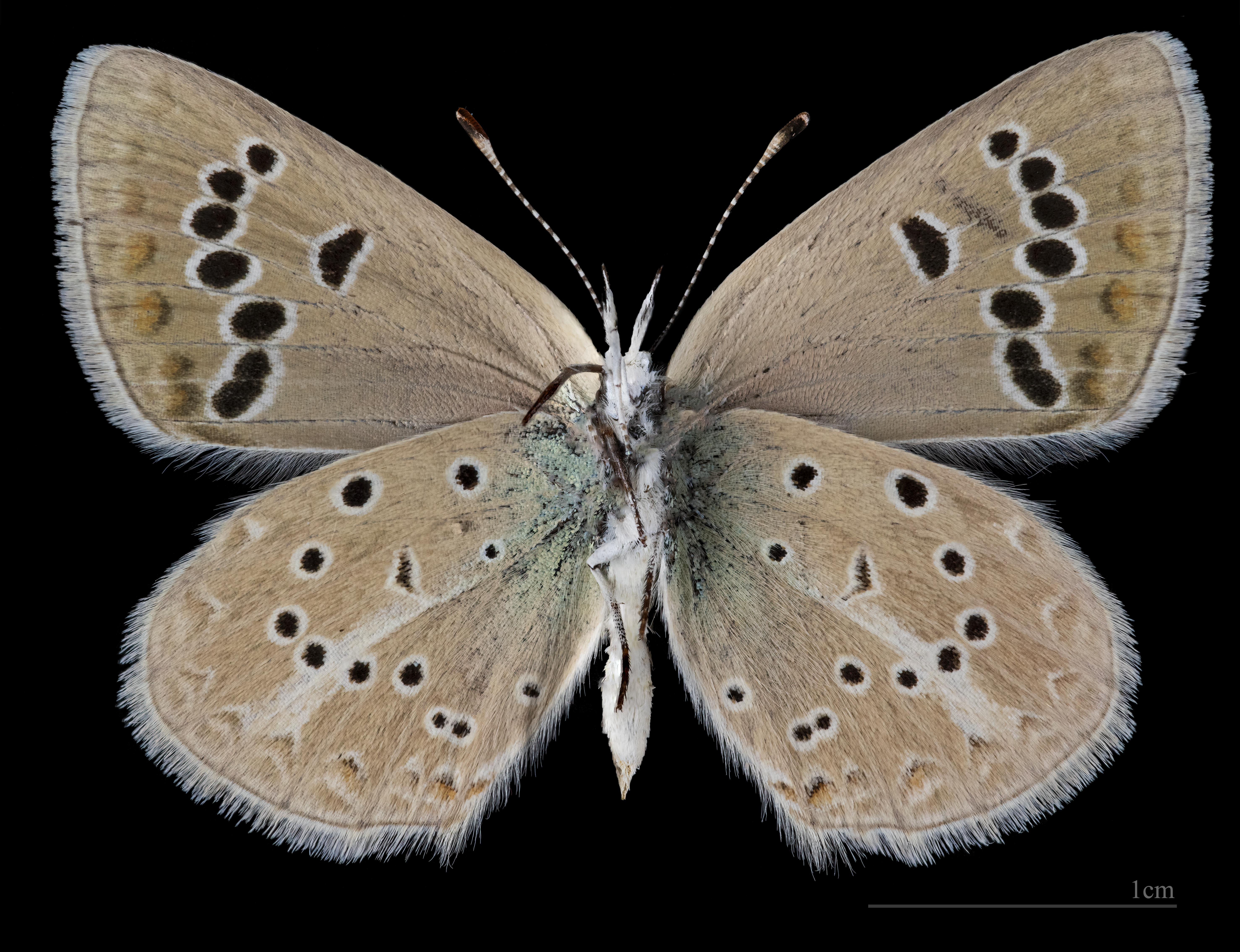
Polyommatus d. damone  ♀ △

## Ареал
Ареал вида дизъюнктивный. Европа, Турция, Центральная Азия, Южная Сибирь, Монголия, Северный и Западный Китай.
Встречается очень локально. Обитает в ряде мест в Польше, Словакии, Венгрии, Западной Румынии, Западной Украине. На юго-востоке восточно-европейской части ареала известен из немногих точек. На Украине очень локально был распространен в западной части Волыно-Подолья (Гологоры, Ополье, Западное Подолье). В настоящее время известна одна (по другой информации — две) популяция в урочище Лысая гора (Гологоры) (Золочевский р-н Львовской области), где вид приурочен к остаткам реликтовых щелочно-степных экосистем.
Населяет разнотравные степи, луговые и остепненные участки в лесостепной зоне, также встречается по долинам рек, по горным склонам. На Кавказе населяет степные горные склоны с кустарниками. В горах поднимаются на высоты до 1200 м над уровнем моря.

## Биология
Развивается на протяжении года в одном поколении. Время лёта бабочек длится с начала июля до середины августа. Бабочки питаются на цветках Onobrychis arenaria, Trifolium, Medicago, Astragalus, Thymus, а также различных сложноцветных растений. Самки откладывают яйца поштучно на листья эспарцетов и клевера. Зимует яйцо либо молодая, ещё не начавшая питаться, гусеница первого возраста. Факультативный мирмекофил. Кормовые растения гусениц — различные виды рода эспарцет, а также клевер.